# Stürzergraben
Der Stürzergraben ist ein rund 0,7 Kilometer langer, rechter Nebenfluss der Kainach in der Steiermark.

## Verlauf
Der Stürzergraben entsteht im südwestlichen Teil der Gemeinde Kainach bei Voitsberg, im westlichen Teil der Katastralgemeinde Kohlschwarz, südlich des Hofes Schütting am Osthang des Hemmerberges. Er fließt in der oberen Hälfte in einem flachen Rechtsbogen, ehe er in der unteren Hälfte in einem Links- und dann wieder in einem Rechtsbogen insgesamt nach Nordosten fließt. Im Westen der Katastralgemeinde Kohlschwarz mündet er südsüdöstlich des Hauptortes Kainach bei Voitsberg, südöstlich des Hofes Schütting und nördlich der Kögerlsiedlung etwa 100 Meter westlich der L341 in die Kainach, die kurz danach nach links abbiegt. Auf seinem Lauf nimmt der Stürzergraben keine anderen Wasserläufe auf.